# Antonio Araldi
Antonio Araldi, nome completo Giuseppe Antonio Araldi (Carpi, 7 marzo 1819 – Bologna, 9 gennaio 1891), è stato un generale e politico italiano.

## Biografia

Manifattura emiliana, Medagliere del Generale Antonio Araldi, 1891-1909, Raccolte del Museo del Risorgimento di Modena

In gioventù fu insegnante di matematica presso l'università di Bologna. Nel 1848 lasciò la cattedra per partecipare come volontario alla Prima guerra d'indipendenza contro l'Impero Austro Ungarico. In seguito ottenuta la cittadinanza sarda insegnò alla Scuola di fanteria di Ivrea.
Nel 1855-1856 partecipò, con il grado di capitano, alla guerra di Crimea. Partecipò anche alla Seconda guerra d'indipendenza dove si distinse per meriti di guerra, e si guadagnò una medaglia all'onore d'argento, nella battaglia di Solferino e San Martino. Successivamente fu collaboratore del generale Manfredo Fanti.
Nel 1875 fu nominato maggior generale, e fu assegnato al comando della fortezza di Mantova. Prima del collocamento a riposo fu aiutante di campo onorario di Vittorio Emanuele II.
L'attaccamento alla vita militare non gli impedì di occuparsi di politica, fu eletto deputato per la IX e la X legislatura nel collegio di Carpi e per la XV, XVI e XVII nel collegio di Modena; sostenne Depretis e Crispi.
Nel Museo civico del Risorgimento di Modena è conservato un medagliere del Generale.